# Vasile Știrbeț
Vasile Știrbeț (n. 1896, com. Cimișlia, jud. Tighina - d. 19??) a fost un deputat din Sfatul Țării, organismul care a exercitat puterea legislativă în Republica Democratică Moldovenească, în periaoda 1917 - 1918. 

## Biografie
Vasile Știrbeț s-a născut pe 11 August 1896 în comuna Cimișlia, județul Tighina. Fiind de profesie învățător, a activat în Căminele culturale, având datoria de a controla învățământul primar (ca subrevizor școlar), dar și în organizația de Pregătire Premilitară.

## Activitatea politică
Acesta a îndeplinit mai multe funcții, printre care: Diplomat al Școalei Normale de învățători din Soroca, sublocotenent de rezervă, membru și, ulterior,  vice-președinte în Comitetul Moldovenesc din Odesa. În anul 1917, este numit Comandant al Cohortei 9, care a activat în județul Tighina. De asemenea, a fost ales deputat în Sfatul Țării.

## Recunoașteri
A fost decorat cu Ordinul „Ferdinand I”, „Insigna premilitară”, cl. II.